# Tasmin Archer
Tasmin Archer (Bradford, 3 augustus 1963) is een Engelse zangeres. Ze is vooral bekend vanwege haar lied Sleeping Satellite, dat uitkwam op het album Great Expectations.

## Biografie
Tasmin Archer werd geboren in Bradford, een stad in het bestuurlijke gebied City of Bradford. Ze werkte als naaister toen ze zich aansloot bij de groep Dignity als achtergrondzangeres. Nadat ze secretariaat had gestudeerd werd ze griffier bij de Leeds Magistrates' Court.
Archer werkte bij een opnamestudio in Bradford, toen ze ging samenwerken met muzikanten John Hughes en John Beck. In 1990 kreeg ze een contract bij EMI en in augustus 1992 kwam haar eerste single Sleeping Satellite uit. De single stond in het Verenigd Koninkrijk en Ierland bovenaan in de hitlijst. In oktober kwam haar eerste album Great Expectations uit. Dat album stond op plaats acht in de hitlijst en kreeg een gouden status nadat er meer dan 100.000 stuks van waren verkocht. Later kreeg het album ook de platina status.
In 1993 won de zangeres een BRIT in de categorie Best British Breaktrough Act. Ze grapte later dat ze haar prijs achter in een keukenkastje bewaarde en het gebruikte om noten mee te kraken.
Na een poos niet meer in de schijnwerpers te hebben gestaan, werd een tweede album, Bloom, uitgebracht in 1996. Nadat haar single One More Good Night With The Boys werd uitgebracht besloot ze eind 1997 vanwege meningsverschillen haar contract bij EMI op te zeggen. Haar album en single waren niet in staat om de hitlijsten te halen. Archer nam een pauze van 2 jaar. Toen ze weer wilde gaan schrijven, lukte het haar niet om een compleet nummer te schrijven. Ze begon haar creativiteit op andere manieren te uiten en ging schilderen en boetseren met klei.
Tijdens haar adempauze werd Archer fan van voetbalclub Sunderland AFC. Ze kocht een seizoenskaart samen met partner in de muziek John Hughes.
Hughes en Archer werkten aan een nieuw album. Het zou Non Linear gaan heten, maar later werd dat ON. Er waren verschillende gratis demo's van het album beschikbaar en mensen werd gevraagd om commentaar op het materiaal te geven.
ON werd uitgebracht op 25 september 2006 op Archers eigen label, Quiverdisc.

## Discografie

### Singles
- Sleeping Satellite (1992)
- In Your Care (1993)
- Lords Of The New Church (1993)
- Arienne (1993)
- Shipbuilding (1994)
- Somebody's Daughter (Enkel in Duitsland) (1993)
- One More Good Night With The Boys (1996)
- Sweet Little Truth (1996)
- Every Time I Want It (Effect Is Monotony) (Enkel als download) (2006)
- Sedan (Promotievideo op YouTube) (2006)

### Albums
- Great Expectations (1992)
- Bloom (1996)
- ON (2006)

### Compilatiealbums
- Premier Gold Collection (2000)
- Singer/Songwriter (2004)
- The Best Of (2009)